# Studio Galande
Le Studio Galande est un cinéma indépendant d'art et essai situé au 42, rue Galande dans le 5e arrondissement de Paris.

## Historique
Avant l'ouverture de cet espace de spectacle, le 42 de cette rue abritait la « Maison de la Heuse » (la heuse était une chaussure montante à cuir mou). Le Studio Galande a inauguré sa salle unique située dans une cave le 11 janvier 1973 au moment de la création de nombreuses salles indépendantes dans le Quartier latin.
Le Studio Galande est le cinéma parisien qui projette hebdomadairement tous les vendredis et samedis soir, sans interruption depuis 1978, le film The Rocky Horror Picture Show,. Deux troupes d'amateurs, les « Panic Babies » et les « Time Slips » animent ces séances, à la manière des casts[Quoi ?] américains et anglais. Depuis l'arrêt de la projection régulière à Londres de ce film, le Studio Galande est le dernier cinéma européen à assurer une programmation régulière de ce film culte. 
Depuis 2008, le Studio Galande accueille également le Festival du cinéma indépendant du continent américain (FCIA).

## Sculpture remarquable

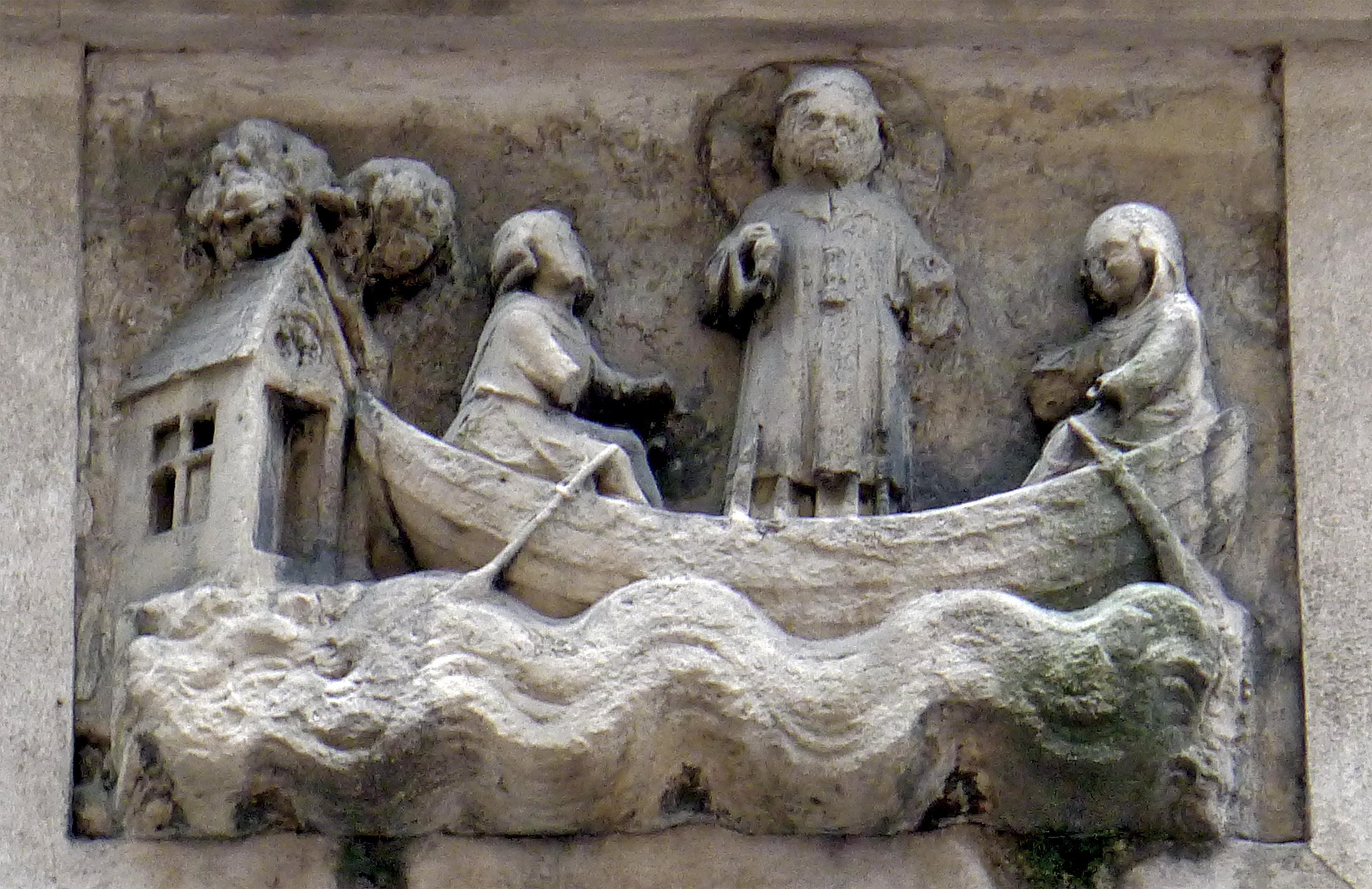
Bas-relief représentant saint Julien le Pauvre sur une barque, passeur sur un fleuve dangereux.

Au niveau de la façade, au-dessus d'une porte d'entrée située du côté gauche, un panneau en pierre sculpté englobé dans le mur représente un épisode de la vie de saint Julien le Pauvre. 
Ce bas-relief, déjà présent sur cette façade avant l'ouverture du cinéma est en fait une enseigne médiévale datant du XIVe siècle et généralement présentée comme la plus ancienne de Paris,.
Ce bas relief est inscrit aux monuments historiques par arrêté du 27 février 1925.

## Accès
Le cinéma est accessible par le métro de Paris : ligne 10, station Maubert - Mutualité et ligne 4; station Saint-Michel.